# Калина-Кантри

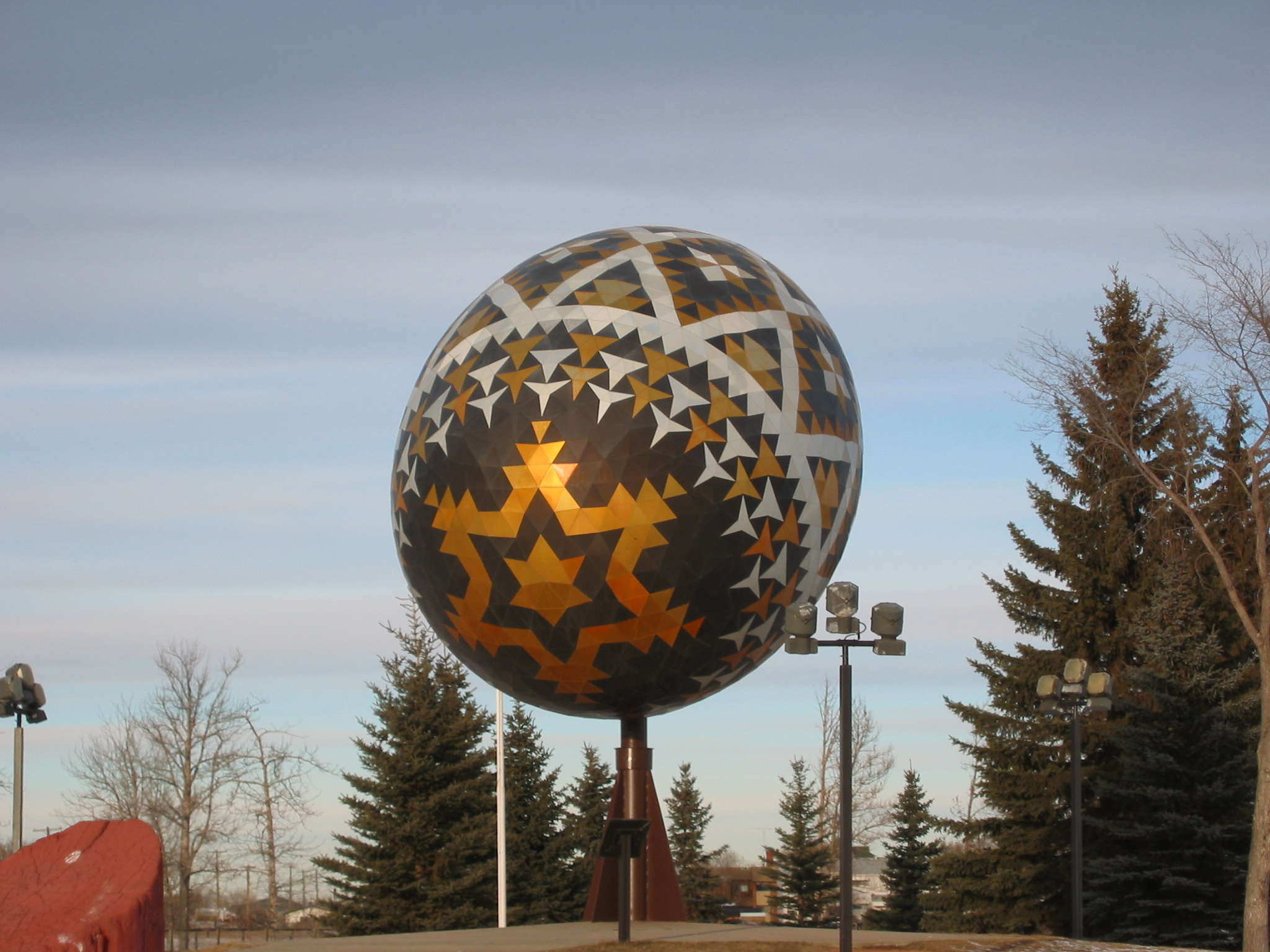
Самая большая в мире писанка в Вегревиле

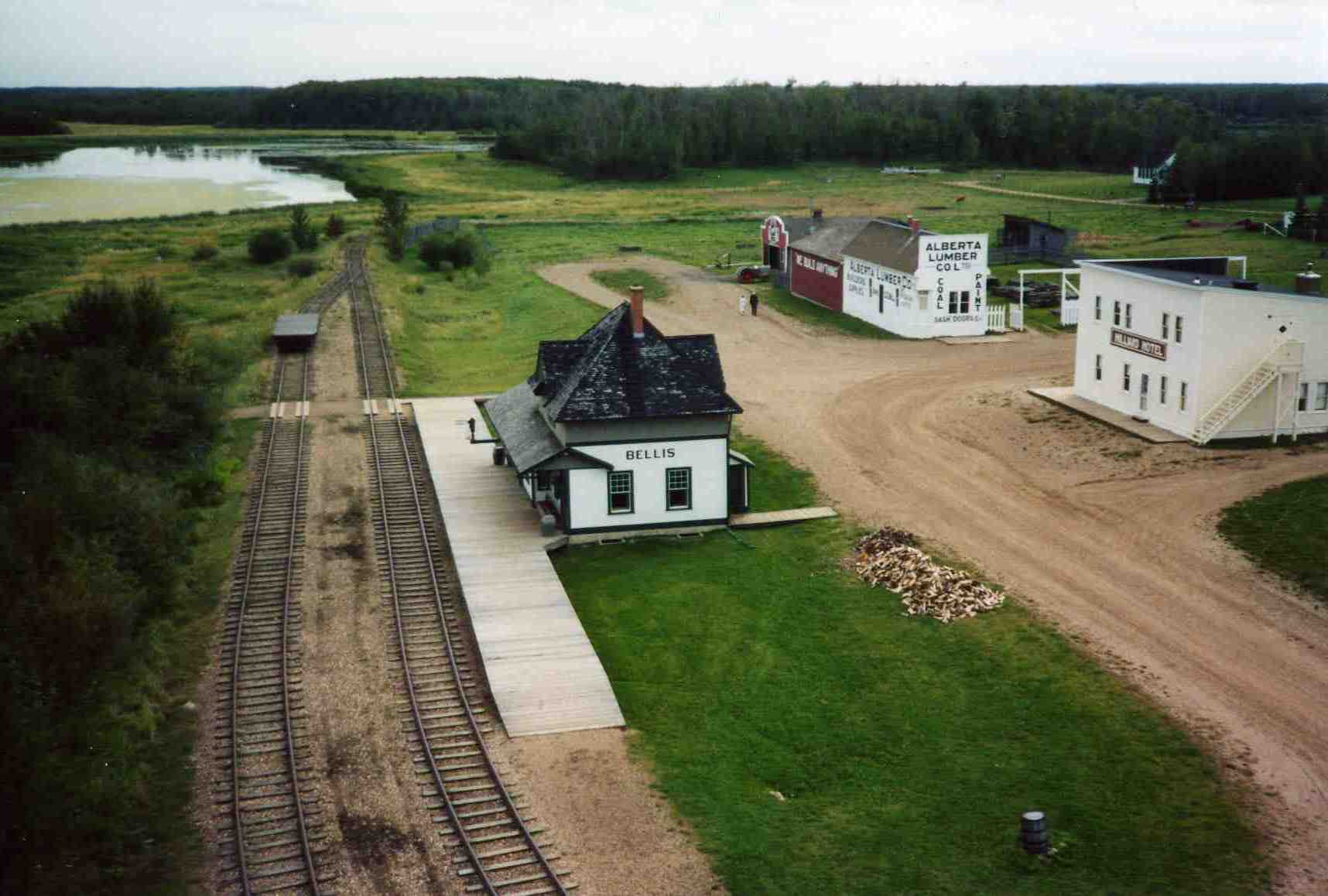
Село украинского культурного наследия

Калина Кантри (англ. Kalyna Country Ecomuseum) — эко-туристический музей на востоке центральной части канадской провинции Альберта, в 50 км от города Эдмонтон. Основан в 1991 году.
Исторически здесь располагалась украинская колония Небылов (Edna-Star, близ Star), основанная Иваном Пилиповым. Название «калина» связано с тем, что это растение напоминало украинским поселенцам о родине: «Без Калини немає України» (с укр. — «Без калины нет Украины»).
Ягоды калины являлись важным компонентом питания в начале XX века новоприбывших эмигрантов на целинные земли, а также торговцев мехами и индейцев.
«Калина Кантри» — это круглогодичный эко-туристический музей с разнообразными музеями, памятниками, монументами и особой культурой быта и отдыха местного населения. Здесь протекает река Северный Саскачеван, окруженная с обеих сторон рощами осин и северными лесами, — все это на территории фермерских хозяйств.
В «Калина Кантри» имеются популярные туристические достопримечательности: национальный парк Элк-Айленд, Село украинского культурного наследия, город Вегревиль со своей крупнейшей в мире писанкой, город Колд-Лейк с окрестностями, в 12-километровом радиусе которого расположены 48 христианских храмов — преимущественно украинских.